# Iker Casillas
Iker Casillas Fernández (n. 20 mai 1981, Móstoles⁠(d), Spania) este un fotbalist spaniol, retras din activitate care a evoluat ultima oară la clubul de fotbal portughez, FC Porto și la echipa națională de fotbal a Spaniei pe postul de portar și în calitate de căpitan. În 2008 el a fost căpitanul echipei naționale a Spaniei care a câștigat primul Campionat European din ultimii 44 de ani, a fost căpitan al echipei Spaniei care în 2010 a câștigat primul Campionat Mondial, iar în 2012 a reușit să câștige din nou Campionatul European de Fotbal.
Considerat a fi unul din cei mai buni portari din toate timpurile, Casillas a fost nominalizat la premiul Fotbalistul European al Anului în 2008, clasându-se pe locul patru. La sfârșitul anului 2012 el a fost inclus în UEFA Team of the Year pentru a 6-a oară consecutiv. Casillas este unul din puținii jucători care au câștigat titluri în toate competițiile majore de club și de echipe naționale. Pe 19 octombrie 2010, Casillas a devenit portarul cu cele mai multe apariții din toate timpurile în UEFA Champions League, iar în noiembrie 2011, el a devenit jucătorul cu cele mai multe selecții la echipa națională de fotbal a Spaniei. Iker Casillas este unul din cei trei jucători din istoria fotbalului care au reușit să câștige Campionatul European de Fotbal, Campionatul Mondial de Fotbal și Liga Campionilor UEFA, ceilalți doi fiind Franz Beckenbauer și Didier Deschamps.

## Cariera de club

### Real Madrid

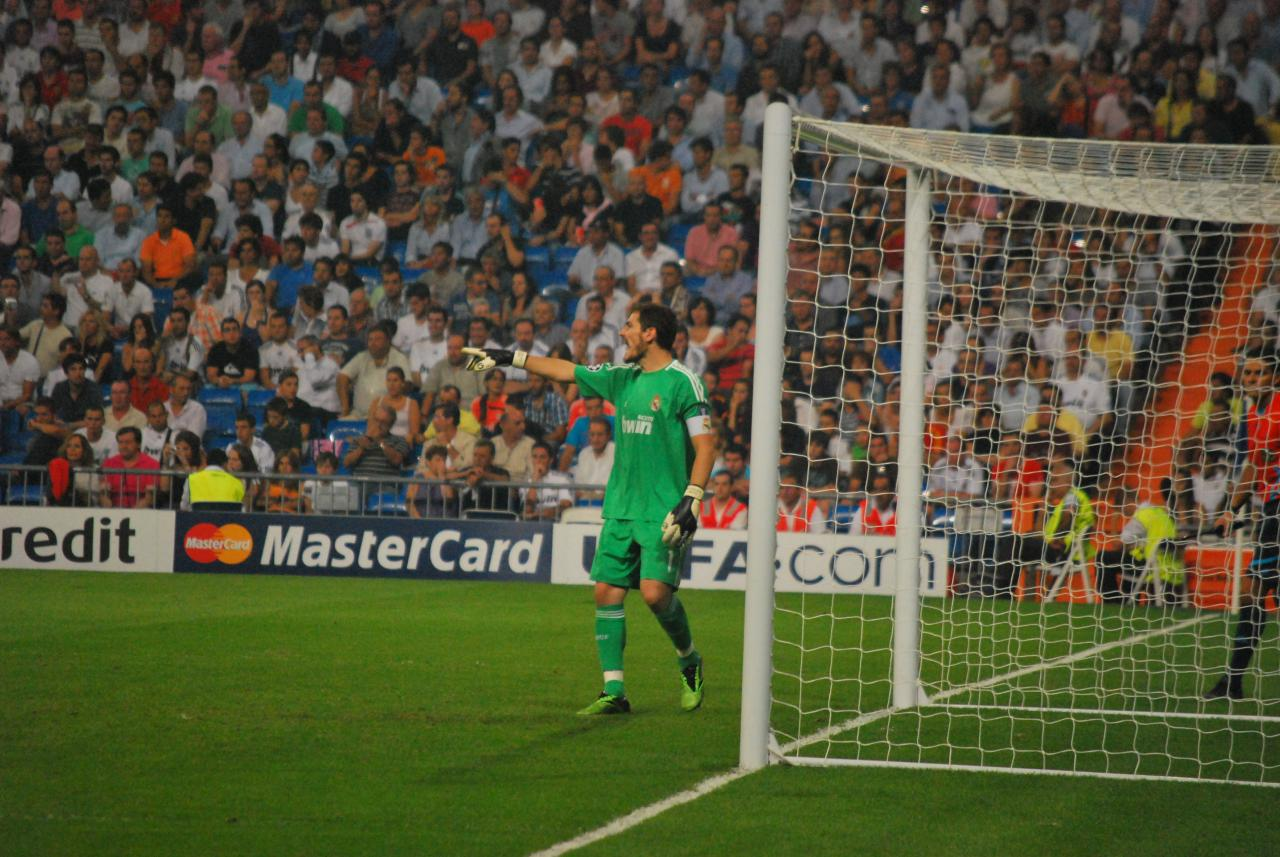
Casillas pe Estadio Santiago Bernabéu

Casillas și-a început cariera la echipele de juniori a Realului în sezonul 1990-91. La echipele de juniori a jucat până în sezonul 1998-99, când a debutat și la seniori. Anul următor a fost inclus în primii unsprezece. În sezonul 2001-02, arătând o formă rea, a fost schimbat cu rezerva sa de atunci, César Sánchez. Acesta a fost portarul titular până la finala Ligii Campionilor din 2002, când s-a accidentat și a fost schimbat cu Casillas. El a reușit să mențină scorul de 2-1 contra echipei germane Bayer Leverkusen și și-a recâștigat postul de titular. De la acea finală el a fost portarul titular al Realului, până s-a transferat la FC Porto.

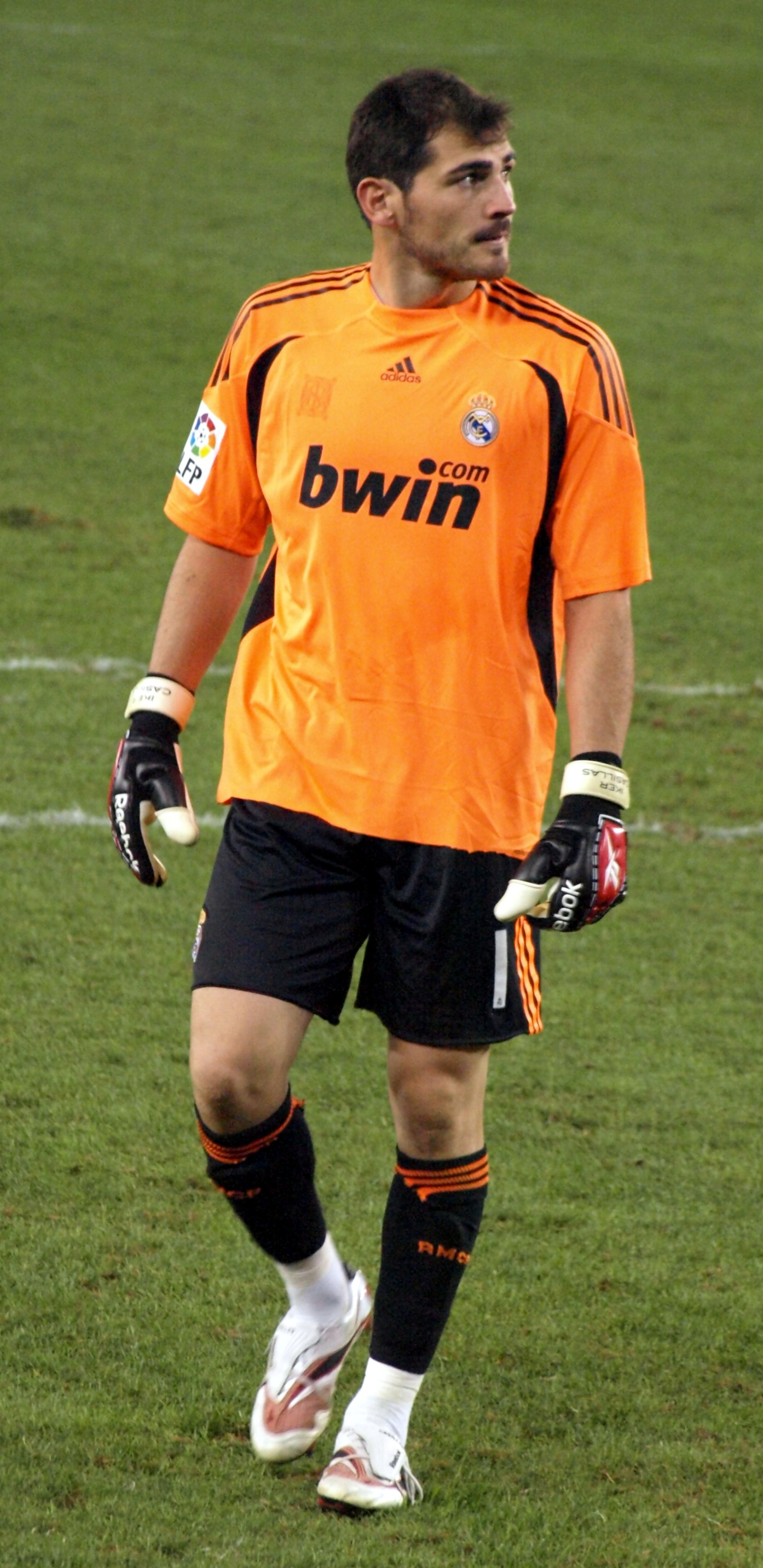
Casillas în 2009

### FC Porto
La sfârșitul sezonului 2014-2015, el s-a transferat de la Real Madrid la FC Porto, semnând un contract pe două sezoane, după 25 de ani petrecuți la Real Madrid, între 1990 și 2015 (inclusiv junioratul).

## Retragerea
Pe 4 august 2020, la vârsta de 39 de ani, Iker și-a anunțat retragerea din fotbalul profesionist. Toată cariera Iker a strâns 614 de selecții la echipa de club și 167 de selecții pentru echipa națională.

## Cariera internațională
Casillas a fost membrul selecționatei naționale de tineret a Spaniei, care a câștigat Cupa Meridian UEFA-CAF și Campionatul Mondial de Tineret U20 în anul 1999. El a debutat în fața selecționatei naționale de fotbal a Suediei, dar la EURO 2000 a fost doar rezervă.

### Campionatul Mondial de Fotbal 2002
El a fost convocat la Echipa națională de fotbal a Spaniei și mulțumită performanței pe care a făcut-o la acest turneu final a ajuns portarul titular al naționalei.

### Campionatul European de Fotbal 2004
El a apărat poarta Echipei naționale de fotbal a Spaniei la preliminariile Campionatului European de Fotbal 2004 timp de șase meciuri primind doar patru goluri.

### Campionatul Mondial de Fotbal 2006
El a fost portarul numărul 1 la națională și a purtat de două ori banderola de căpitan al Spaniei.

### Campionatul European de Fotbal 2008
Iker Casillas este căpitan și portar titular în finala europeanului câștigată de Spania cu 1-0 împotriva selecționatei Germaniei.

### Campionatul Mondial de Fotbal 2010
Iker Casillas a fost cel mai bun portar de la acest mondial, unde din poziția de căpitan și-a condus echipa spre câștigarea campionatului mondial, în toată competiția Spania primind cu el doar 2 goluri.

## Statistici carieră

### Club
La 25 mai 2014.
| Club          | Sezon         | Campionat | Campionat | Cupă    | Cupă | Europa  | Europa | Altele1 | Altele1 | Total   | Total |
| Club          | Sezon         | Meciuri   | GP        | Meciuri | GP   | Meciuri | GP     | Meciuri | GP      | Meciuri | GP    |
| ------------- | ------------- | --------- | --------- | ------- | ---- | ------- | ------ | ------- | ------- | ------- | ----- |
| Real Madrid   |               |           |           |         |      |         |        |         |         |         |       |
| 1999–2000     | 27            | 23        | 5         | 1       | 12   | 19      | 3      | 5       | 47      | 48      |       |
| 2000–01       | 34            | 37        | 0         | 0       | 11   | 15      | 2      | 4       | 47      | 56      |       |
| 2001–02       | 25            | 27        | 5         | 5       | 9    | 6       | 1      | 0       | 40      | 38      |       |
| 2002–03       | 38            | 42        | 0         | 0       | 15   | 21      | 2      | 1       | 55      | 64      |       |
| 2003–04       | 37            | 50        | 2         | 1       | 9    | 10      | 2      | 2       | 50      | 63      |       |
| 2004–05       | 37            | 30        | 0         | 0       | 10   | 11      | 0      | 0       | 47      | 41      |       |
| 2005–06       | 37            | 38        | 4         | 6       | 7    | 7       | 0      | 0       | 48      | 51      |       |
| 2006–07       | 38            | 40        | 0         | 0       | 7    | 10      | 0      | 0       | 45      | 50      |       |
| 2007–08       | 36            | 32        | 0         | 0       | 8    | 13      | 2      | 6       | 46      | 51      |       |
| 2008–09       | 38            | 52        | 0         | 0       | 7    | 10      | 2      | 5       | 47      | 67      |       |
| 2009–10       | 38            | 35        | 0         | 0       | 8    | 9       | 0      | 0       | 46      | 44      |       |
| 2010–11       | 35            | 32        | 8         | 2       | 11   | 6       | 0      | 0       | 54      | 40      |       |
| 2011–12       | 37            | 31        | 4         | 6       | 10   | 7       | 2      | 5       | 53      | 49      |       |
| 2012–13       | 19            | 17        | 3         | 0       | 5    | 8       | 2      | 4       | 29      | 29      |       |
| 2013–14       | 2             | 2         | 9         | 1       | 13   | 9       | 0      | 0       | 24      | 12      |       |
| Career totals | Career totals | 478       | 488       | 40      | 22   | 142     | 162    | 18      | 32      | 678     | 703   |

1 Include FIFA Club World Cup, Intercontinental Cup, UEFA Super Cup and Supercopa de España. 

### Internațional
La 6 mai 2014.
| Echipa | An    | Amicale | Amicale | Campionatul Mondial | Campionatul Mondial | Campionatul European | Campionatul European | Cupa Confederațiilor | Cupa Confederațiilor | Total | Total |
| Echipa | An    | MJ      | GP      | MJ                  | GP                  | MJ                   | GP                   | MJ                   | GP                   | MJ    | GP    |
| ------ | ----- | ------- | ------- | ------------------- | ------------------- | -------------------- | -------------------- | -------------------- | -------------------- | ----- | ----- |
| Spania | 2000  | 3       | 3       | 3                   | 2                   | 0                    | 0                    | 0                    | 0                    | 6     | 5     |
| Spania | 2001  | 3       | 2       | 2                   | 0                   | 0                    | 0                    | 0                    | 0                    | 5     | 2     |
| Spania | 2002  | 4       | 1       | 5                   | 5                   | 2                    | 0                    | 0                    | 0                    | 11    | 6     |
| Spania | 2003  | 3       | 1       | 1                   | 2                   | 6                    | 4                    | 0                    | 0                    | 10    | 7     |
| Spania | 2004  | 6       | 3       | 3                   | 1                   | 3                    | 2                    | 0                    | 0                    | 12    | 6     |
| Spania | 2005  | 1       | 0       | 9                   | 4                   | 0                    | 0                    | 0                    | 0                    | 10    | 4     |
| Spania | 2006  | 4       | 3       | 3                   | 4                   | 3                    | 5                    | 0                    | 0                    | 10    | 12    |
| Spania | 2007  | 1       | 0       | 0                   | 0                   | 8                    | 3                    | 0                    | 0                    | 9     | 3     |
| Spania | 2008  | 7       | 1       | 2                   | 0                   | 6                    | 2                    | 0                    | 0                    | 15    | 3     |
| Spania | 2009  | 4       | 1       | 5                   | 4                   | 0                    | 0                    | 4                    | 4                    | 13    | 9     |
| Spania | 2010  | 5       | 7       | 7                   | 2                   | 3                    | 3                    | 0                    | 0                    | 15    | 12    |
| Spania | 2011  | 7       | 5       | 0                   | 0                   | 4                    | 2                    | 0                    | 0                    | 11    | 7     |
| Spania | 2012  | 7       | 1       | 3                   | 1                   | 6                    | 1                    | 0                    | 0                    | 16    | 3     |
| Spania | 2013  | 4       | 0       | 2                   | 0                   | 0                    | 0                    | 3                    | 4                    | 9     | 4     |
| Spania | 2014  | 1       | 0       | 0                   | 0                   | 0                    | 0                    | 0                    | 0                    | 1     | 0     |
| Total  | Total | 59      | 28      | 45                  | 25                  | 41                   | 22                   | 7                    | 8                    | 153   | 83    |

### Meciuri internaționale
| #   | Data               | Stadion                                                    | Oponent                    | Rezultat | Competiția                                             |
| --- | ------------------ | ---------------------------------------------------------- | -------------------------- | -------- | ------------------------------------------------------ |
| 1   | 3 iunie 2000       | Ullevi, Göteborg, Suedia                                   | Suedia                     | 1–1      | Meci amical                                            |
| 2   | 7 iunie 2000       | Stade Josy Barthel, Luxemburg, Luxemburg                   | Luxemburg                  | 0–1      | Meci amical                                            |
| 3   | 2 septembrie 2000  | Koševo Stadium, Sarajevo, Bosnia                           | Bosnia și Herțegovina      | 1–2      | Calificările pentru Campionatul Mondial de Fotbal 2002 |
| 4   | 7 octombrie 2000   | Estadio Santiago Bernabéu, Madrid, Spania                  | Israel                     | 2–0      | Calificările pentru Campionatul Mondial de Fotbal 2002 |
| 5   | 11 octombrie 2000  | Ernst-Happel-Stadion, Viena, Austria                       | Austria                    | 1–1      | Calificările pentru Campionatul Mondial de Fotbal 2002 |
| 6   | 15 noiembrie 2000  | Estadio Olimpico de la Cartuja, Sevilla, Spania            | Țările de Jos              | 1–2      | Meci amical                                            |
| 7   | 28 februarie 2001  | Villa Park, Birmingham, Anglia                             | Anglia                     | 3–0      | Meci amical                                            |
| 8   | 24 martie 2001     | Estadio José Rico Perez, Alicante, Spania                  | Liechtenstein              | 5–0      | Calificările pentru Campionatul Mondial de Fotbal 2002 |
| 9   | 25 aprilie 2001    | Estadio Nuevo Arcangel, Córboba, Spania                    | Japonia                    | 1–0      | Meci amical                                            |
| 10  | 5 septembrie 2001  | Rheinpark Stadion, Vaduz, Liechtenstein                    | Liechtenstein              | 0–2      | Calificările pentru Campionatul Mondial de Fotbal 2002 |
| 11  | 14 noiembrie 2001  | Estadio Nuevo Colombino, Huelva, Spania                    | Mexic                      | 1–0      | Meci amical                                            |
| 12  | 13 februarie 2002  | Estadi Olímpic Lluís Companys, Barcelona, Spania           | Portugalia                 | 1–1      | Meci amical                                            |
| 13  | 17 aprilie 2002    | Windsor Park, Belfast, Irlanda de Nord                     | Irlanda de Nord            | 0–5      | Meci amical                                            |
| 14  | 2 iunie 2002       | Gwangju World Cup Stadium, Gwangju, Coreea de Sud          | Slovenia                   | 3–1      | Campionatul Mondial de Fotbal 2002                     |
| 15  | 7 iunie 2002       | Jeonju World Cup Stadium, Jeonju, Coreea de Sud            | Paraguay                   | 3–1      | Campionatul Mondial de Fotbal 2002                     |
| 16  | 12 iunie 2002      | Daejeon World Cup Stadium, Daejeon, Coreea de Sud          | Africa de Sud              | 2–3      | Campionatul Mondial de Fotbal 2002                     |
| 17  | 16 iunie 2002      | Suwon World Cup Stadium, Suwon, Coreea de Sud              | Republica Irlanda          | 1–1      | Campionatul Mondial de Fotbal 2002                     |
| 18  | 22 iunie 2002      | Gwangju World Cup Stadium, Gwangju, Coreea de Sud          | Coreea de Sud              | 0–0      | Campionatul Mondial de Fotbal 2002                     |
| 19  | 21 august 2002     | Stadionul Ferenc Puskás, Budapesta, Ungaria                | Ungaria                    | 1–1      | Meci amical                                            |
| 20  | 7 septembrie 2002  | Apostolos Nikolaidis Stadium, Atena, Grecia                | Grecia                     | 0–2      | Preliminariile Campionatului European de Fotbal 2004   |
| 21  | 12 octombrie 2002  | Estadio Carlos Belmonte, Albacete, Spania                  | Irlanda de Nord            | 3–0      | Preliminariile Campionatului European de Fotbal 2004   |
| 22  | 16 octombrie 2002  | Estadio Las Gaunas, Logroño, Spania                        | Paraguay                   | 0–0      | Meci amical                                            |
| 23  | 20 noiembrie 2002  | Estadio Nuevo Los Cármenes, Granada, Spania                | Bulgaria                   | 1–0      | Preliminariile Campionatului European de Fotbal 2004   |
| 24  | 12 februarie 2003  | Estadio Son Moix, Palma de Mallorca, Spania                | Germania                   | 3–1      | Meci amical                                            |
| 25  | 29 martie 2003     | Olimpiyskiy, Kyiv, Ucraina                                 | Ucraina                    | 2–2      | Preliminariile Campionatului European de Fotbal 2004   |
| 26  | 2 aprilie 2003     | Estadio Antonio Amilivia, León, Spania                     | Armenia                    | 3–0      | Preliminariile Campionatului European de Fotbal 2004   |
| 27  | 30 aprilie 2003    | Estadio Vicente Calderón, Madrid, Spania                   | Ecuador                    | 4–0      | Meci amical                                            |
| 28  | 7 iunie 2003       | Estadio La Romareda, Zaragoza, Spania                      | Grecia                     | 0–1      | Preliminariile Campionatului European de Fotbal 2004   |
| 29  | 11 iunie 2003      | Windsor Park, Belfast, Irlanda de Nord                     | Irlanda de Nord            | 0–0      | Preliminariile Campionatului European de Fotbal 2004   |
| 30  | 6 noiembrie 2003   | Estádio D. Afonso Henriques, Guimarães, Portugalia         | Portugalia                 | 0–3      | Meci amical                                            |
| 31  | 10 septembrie 2003 | Estadio Manuel Martinez Valero, Elche, Spania              | Ucraina                    | 2–1      | Preliminariile Campionatului European de Fotbal 2004   |
| 32  | 11 octombrie 2003  | Hrazdan stadium, Erevan, Armenia                           | Armenia                    | 0–4      | Preliminariile Campionatului European de Fotbal 2004   |
| 33  | 15 noiembrie 2003  | Estadio Mestalla, Valencia, Spania                         | Norvegia                   | 2–1      | Preliminariile Campionatului European de Fotbal 2004   |
| 34  | 19 noiembrie 2003  | Ullevaal, Oslo, Norvegia                                   | Norvegia                   | 0–3      | Preliminariile Campionatului European de Fotbal 2004   |
| 35  | 18 februarie 2004  | Estadi Olímpic Lluís Companys, Barcelona, Spania           | Peru                       | 2–1      | Meci amical                                            |
| 36  | 28 aprilie 2004    | Stadio Luigi Ferraris, Genova, Italia                      | Italia                     | 1–1      | Meci amical                                            |
| 37  | 5 iunie 2004       | Coliseum Alfonso Pérez, Getafe, Spania                     | Andorra                    | 4–0      | Meci amical                                            |
| 38  | 12 iunie 2004      | Estadio Algarve, Faro, Portugalia                          | Rusia                      | 1–0      | Euro 2004                                              |
| 39  | 16 iunie 2004      | Estadio do Bessa XXI, Porto, Portugalia                    | Grecia                     | 1–1      | Euro 2004                                              |
| 40  | 20 iunie 2004      | Estádio José Alvalade, Lisabona, Portugalia                | Portugalia                 | 1–0      | Euro 2004                                              |
| 41  | 3 septembrie 2004  | Estadio Ciudad de Valencia, Valencia, Spania               | Scoția                     | 1–1      | Meci amical                                            |
| 42  | 8 septembrie 2004  | Bilino Polje, Zenica, Bosnia                               | Bosnia și Herțegovina      | 1–1      | Calificările pentru Campionatul Mondial de Fotbal 2006 |
| 43  | 9 octombrie 2004   | Estadio El Sardinero, Santander, Spania                    | Belgia                     | 2–0      | Calificările pentru Campionatul Mondial de Fotbal 2006 |
| 44  | 13 octombrie 2004  | Zalgiris Stadium, Vilnius, Lituania                        | Lituania                   | 0–0      | Calificările pentru Campionatul Mondial de Fotbal 2006 |
| 45  | 17 noiembrie 2004  | Estadio Santiago Bernabéu, Madrid, Spania                  | Anglia                     | 1–0      | Meci amical                                            |
| 46  | 9 februarie 2005   | Estadio Mediterraneo, Almeria, Spania                      | San Marino                 | 5–0      | Calificările pentru Campionatul Mondial de Fotbal 2006 |
| 47  | 26 martie 2005     | Estadio El Helmantico, Salamanca, Spania                   | China                      | 3–0      | Meci amical                                            |
| 48  | 30 martie 2005     | Crvena Zvezda Stadium, Belgrad, Serbia și Muntenegru       | Serbia și Muntenegru       | 0–0      | Calificările pentru Campionatul Mondial de Fotbal 2006 |
| 49  | 4 iunie 2005       | Estadio Mestalla, Valencia, Spania                         | Lituania                   | 1–0      | Calificările pentru Campionatul Mondial de Fotbal 2006 |
| 50  | 8 iunie 2005       | Estadio Mestalla, Valencia, Spania                         | Bosnia și Herțegovina      | 1–1      | Calificările pentru Campionatul Mondial de Fotbal 2006 |
| 51  | 7 septembrie 2005  | Estadio Vicente Calderón, Madrid, Spania                   | Serbia și Muntenegru       | 1–1      | Calificările pentru Campionatul Mondial de Fotbal 2006 |
| 52  | 8 octombrie 2005   | Stadionul Regele Baudouin, Bruxelles, Belgia               | Belgia                     | 0–2      | Calificările pentru Campionatul Mondial de Fotbal 2006 |
| 53  | 12 octombrie 2005  | Stadio Olimpico, Serravalle, San Marino                    | San Marino                 | 0–6      | Calificările pentru Campionatul Mondial de Fotbal 2006 |
| 54  | 12 noiembrie 2005  | Estadio Vicente Calderón, Madrid, Spania                   | Slovacia                   | 5–1      | Calificările pentru Campionatul Mondial de Fotbal 2006 |
| 55  | 16 noiembrie 2005  | Tehelné Pole, Bratislava, Slovacia                         | Slovacia                   | 1–1      | Calificările pentru Campionatul Mondial de Fotbal 2006 |
| 56  | 1 martie 2006      | Estadio Jose Zorrilla, Valladolid, Spania                  | Coasta de Fildeș           | 3–2      | Meci amical                                            |
| 57  | 27 mai 2006        | Estadio Carlos Belmonte, Albacete, Spania                  | Rusia                      | 0–0      | Meci amical                                            |
| 58  | 3 iunie 2006       | Estadio Manuel Martinez Valero, Elche, Spania              | Egipt                      | 2–0      | Meci amical                                            |
| 59  | 14 iunie 2006      | Zentralstadion, Leipzig, Germania                          | Ucraina                    | 4–0      | Campionatul Mondial de Fotbal 2006                     |
| 60  | 19 iunie 2006      | Mercedes-Benz Arena, Stuttgart, Germania                   | Tunisia                    | 3–1      | Campionatul Mondial de Fotbal 2006                     |
| 61  | 27 iunie 2006      | AWD Arena, Hanover, Germania                               | Franța                     | 1–3      | Campionatul Mondial de Fotbal 2006                     |
| 62  | 2 septembrie 2006  | Estadio Nuevo Vivero, Badajoz, Spania                      | Liechtenstein              | 4–0      | Preliminariile Campionatului European de Fotbal 2008   |
| 63  | 6 septembrie 2006  | Windsor Park, Belfast, Irlanda de Nord                     | Irlanda de Nord            | 2–3      | Preliminariile Campionatului European de Fotbal 2008   |
| 64  | 7 octombrie 2006   | Råsunda Stadium, Solna, Suedia                             | Suedia                     | 2–0      | Preliminariile Campionatului European de Fotbal 2008   |
| 65  | 15 noiembrie 2006  | Estadio Ramon de Carranza, Cádiz, Spania                   | România                    | 0–1      | Meci amical                                            |
| 66  | 7 februarie 2007   | Old Trafford, Manchester, Anglia                           | Anglia                     | 0–1      | Meci amical                                            |
| 67  | 24 martie 2007     | Estadio Santiago Bernabéu, Madrid, Spania                  | Danemarca                  | 2–1      | Preliminariile Campionatului European de Fotbal 2008   |
| 68  | 28 martie 2007     | Estadio Son Moix, Palma de Mallorca, Spania                | Islanda                    | 1–0      | Preliminariile Campionatului European de Fotbal 2008   |
| 69  | 2 iunie 2007       | Skonto Stadium, Riga, Letonia                              | Letonia                    | 0–2      | Preliminariile Campionatului European de Fotbal 2008   |
| 70  | 8 septembrie 2007  | Laugardalsvöllur, Reykjavík, Islanda                       | Islanda                    | 1–1      | Preliminariile Campionatului European de Fotbal 2008   |
| 71  | 12 septembrie 2007 | Estadio Carlos Tartiere, Oviedo, Spania                    | Letonia                    | 2–0      | Preliminariile Campionatului European de Fotbal 2008   |
| 72  | 13 octombrie 2007  | NRGi Park, Aarhus, Danemarca                               | Danemarca                  | 1–3      | Preliminariile Campionatului European de Fotbal 2008   |
| 73  | 17 noiembrie 2007  | Estadio Santiago Bernabéu, Madrid, Spania                  | Suedia                     | 3–0      | Preliminariile Campionatului European de Fotbal 2008   |
| 74  | 6 februarie 2008   | Estadio La Rosaleda, Malaga, Spania                        | Franța                     | 1–0      | Meci amical                                            |
| 75  | 26 martie 2008     | Estadio Manuel Martinez Valero, Elche, Spania              | Italia                     | 1–0      | Meci amical                                            |
| 76  | 31 mai 2008        | Estadio Nuevo Colombino, Huelva, Spania                    | Peru                       | 2–1      | Meci amical                                            |
| 77  | 4 iunie 2008       | Estadio El Sardinero, Santander, Spania                    | Statele Unite ale Americii | 1–0      | Meci amical                                            |
| 78  | 10 iunie 2008      | Tivoli Neu, Innsbruck, Austria                             | Rusia                      | 4–1      | UEFA Euro 2008                                         |
| 79  | 14 iunie 2008      | Tivoli Neu, Innsbruck, Austria                             | Suedia                     | 1–2      | UEFA Euro 2008                                         |
| 80  | 22 iunie 2008      | Ernst-Happel-Stadion, Viena, Austria                       | Italia                     | 0–0      | UEFA Euro 2008                                         |
| 81  | 26 iunie 2008      | Ernst-Happel-Stadion, Viena, Austria                       | Rusia                      | 0–3      | UEFA Euro 2008                                         |
| 82  | 29 iunie 2008      | Ernst-Happel-Stadion, Viena, Austria                       | Germania                   | 0–1      | UEFA Euro 2008                                         |
| 83  | 20 august 2008     | Stadionul Parken, Copenhaga, Danemarca                     | Danemarca                  | 0–3      | Meci amical                                            |
| 84  | 6 septembrie 2008  | Estadio Nueva Condomina, Murcia, Spania                    | Bosnia și Herțegovina      | 1–0      | Calificările pentru Campionatul Mondial de Fotbal 2010 |
| 85  | 10 septembrie 2008 | Estadio Carlos Belmonte, Albacete, Spania                  | Armenia                    | 4–0      | Calificările pentru Campionatul Mondial de Fotbal 2010 |
| 86  | 11 octombrie 2008  | A. Le Coq Arena, Tallinn, Estonia                          | Estonia                    | 0–3      | Calificările pentru Campionatul Mondial de Fotbal 2010 |
| 87  | 15 octombrie 2008  | Stadionul Regele Baudouin, Bruxelles, Belgia               | Belgia                     | 1–2      | Calificările pentru Campionatul Mondial de Fotbal 2010 |
| 88  | 19 noiembrie 2008  | Estadio El Madrigal, Villarreal, Spania                    | Chile                      | 3–0      | Meci amical                                            |
| 89  | 11 februarie 2009  | Estadio Ramon Sanchez Pizjuan, Sevilla, Spania             | Anglia                     | 2–0      | Meci amical                                            |
| 90  | 28 martie 2009     | Estadio Santiago Bernabéu, Madrid, Spania                  | Turcia                     | 1–0      | Calificările pentru Campionatul Mondial de Fotbal 2010 |
| 91  | 1 Abril 2009       | Ali Sami Yen Stadium, Istanbul, Turcia                     | Turcia                     | 1–2      | Calificările pentru Campionatul Mondial de Fotbal 2010 |
| 92  | 9 iunie 2009       | Tofik Bakhramov Stadium, Baku, Azerbaijan                  | Azerbaidjan                | 0–6      | Meci amical                                            |
| 93  | 14 iunie 2009      | Royal Bafokeng Stadium, Rustenburg, Africa de Sud          | Noua Zeelandă              | 0–5      | Cupa Confederațiilor FIFA 2009                         |
| 94  | 17 iunie 2009      | Free State Stadium, Bloemfontein, Africa de Sud            | Irak                       | 1–0      | Cupa Confederațiilor FIFA 2009                         |
| 95  | 24 iunie 2009      | Free State Stadium, Bloemfontein, Africa de Sud            | Statele Unite ale Americii | 0–2      | Cupa Confederațiilor FIFA 2009                         |
| 96  | 28 iunie 2009      | Royal Bafokeng Stadium, Rustenburg, Africa de Sud          | Africa de Sud              | 3–2      | Cupa Confederațiilor FIFA 2009                         |
| 97  | 5 septembrie 2009  | Riazor, La Coruña, Spania                                  | Belgia                     | 5–0      | Calificările pentru Campionatul Mondial de Fotbal 2010 |
| 98  | 9 septembrie 2009  | Estadio Romano, Mérida, Spania                             | Estonia                    | 3–0      | Calificările pentru Campionatul Mondial de Fotbal 2010 |
| 99  | 14 octombrie 2009  | Bilino Polje, Zenica, Bosnia                               | Bosnia și Herțegovina      | 2–5      | Calificările pentru Campionatul Mondial de Fotbal 2010 |
| 100 | 14 noiembrie 2009  | Estadio Vicente Calderón, Madrid, Spania                   | Argentina                  | 2–1      | Meci amical                                            |
| 101 | 18 noiembrie 2009  | Ernst-Happel-Stadion, Viena, Austria                       | Austria                    | 1–5      | Meci amical                                            |
| 102 | 3 martie 2010      | Stade de France, Saint-Denis, Franța                       | Franța                     | 0–2      | Meci amical                                            |
| 103 | 29 mai 2010        | Tivoli Neu, Innsbruck, Austria                             | Arabia Saudită             | 2–3      | Meci amical                                            |
| 104 | 8 iunie 2010       | Estadio Nueva Condomina, Murcia, Spania                    | Polonia                    | 6–0      | Meci amical                                            |
| 105 | 16 iunie 2010      | Moses Mabhida Stadium, Durban, Africa de Sud               | Elveția                    | 0–1      | 2010 FIFA World Cup                                    |
| 106 | 21 iunie 2010      | Ellis Park Stadium, Johannesburg, Africa de Sud            | Honduras                   | 2–0      | 2010 FIFA World Cup                                    |
| 107 | 25 iunie 2010      | Loftus Versfeld Stadium, Pretoria, Africa de Sud           | Chile                      | 1–2      | 2010 FIFA World Cup                                    |
| 108 | 29 Juin 2010       | Greenpoint Stadium, Cape Town, Africa de Sud               | Portugalia                 | 1–0      | 2010 FIFA World Cup                                    |
| 109 | 3 iulie 2010       | Ellis Park Stadium, Johannesburg, Africa de Sud            | Paraguay                   | 0–1      | 2010 FIFA World Cup                                    |
| 110 | 7 iulie 2010       | Moses Mabhida Stadium, Durban, Africa de Sud               | Germania                   | 0–1      | 2010 FIFA World Cup                                    |
| 111 | 11 iulie 2010      | Soccer City, Johannesburg, Africa de Sud                   | Țările de Jos              | 0–1      | 2010 FIFA World Cup                                    |
| 112 | 11 august 2010     | Estadio Azteca, Mexico City, Mexic                         | Mexic                      | 1–1      | Meci amical                                            |
| 113 | 3 septembrie 2010  | Rheinpark Stadion, Vaduz, Liechtenstein                    | Liechtenstein              | 1–4      | Preliminariile Campionatului European de Fotbal 2012   |
| 114 | 8 octombrie 2010   | Estadio El Helmantico, Salamanca, Spania                   | Lituania                   | 3–1      | Preliminariile Campionatului European de Fotbal 2012   |
| 115 | 12 octombrie 2010  | Hampden Park, Glasgow, Scoția                              | Scoția                     | 2–3      | Preliminariile Campionatului European de Fotbal 2012   |
| 116 | 17 noiembrie 2010  | Estádio da Luz, Lisabona, Portugalia                       | Portugalia                 | 4–0      | Meci amical                                            |
| 117 | 9 februarie 2011   | Estadio Santiago Bernabéu, Madrid, Spania                  | Columbia                   | 1–0      | Meci amical                                            |
| 118 | 25 martie 2011     | Estadio Nuevo Los Cármenes, Granada, Spania                | Cehia                      | 2–1      | Preliminariile Campionatului European de Fotbal 2012   |
| 119 | 29 martie 2011     | Dariaus Ir Gireno Stadium, Kaunas, Lituania                | Lituania                   | 1–3      | Preliminariile Campionatului European de Fotbal 2012   |
| 120 | 4 iunie 2011       | Gillette Stadium, Foxborough, Statele Unite                | Statele Unite ale Americii | 0–4      | Meci amical                                            |
| 121 | 7 iunie 2011       | Estadio José Antonio Anzoátegui, Puerto la Cruz, Venezuela | Venezuela                  | 0–3      | Meci amical                                            |
| 122 | 10 august 2011     | Stadio San Nicola, Bari, Italia                            | Italia                     | 2–1      | Meci amical                                            |
| 123 | 2 septembrie 2011  | AFG Arena, St. Gallen, Elveția                             | Chile                      | 3–2      | Meci amical                                            |
| 124 | 6 septembrie 2011  | Estadio Las Gaunas, Logroño, Spania                        | Liechtenstein              | 6–0      | Preliminariile Campionatului European de Fotbal 2012   |
| 125 | 7 octombrie 2011   | Letna Stadium, Praha, Cehia                                | Cehia                      | 0–2      | Preliminariile Campionatului European de Fotbal 2012   |
| 126 | 12 noiembrie 2011  | Wembley Stadium, Londra, Anglia                            | Anglia                     | 1–0      | Meci amical                                            |
| 127 | 15 noiembrie 2011  | Estadio Nacional, San José, Costa Rica                     | Costa Rica                 | 2–2      | Meci amical                                            |
| 128 | 29 februarie 2012  | Estadio La Rosaleda, Malaga, Spania                        | Venezuela                  | 5–0      | Meci amical                                            |
| 129 | 26 mai 2012        | AFG Arena, St. Gallen, Elveția                             | Serbia                     | 2–0      | Meci amical                                            |
| 130 | 30 mai 2012        | Stade de Suisse, Berna, Elveția                            | Coreea de Sud              | 4–1      | Meci amical                                            |
| 131 | 3 iunie 2012       | Estadio Olimpico de la Cartuja, Sevilla, Spania            | China                      | 1–0      | Meci amical                                            |
| 132 | 10 iunie 2012      | PGE Arena, Gdansk, Polonia                                 | Italia                     | 1–1      | UEFA Euro 2012                                         |
| 133 | 14 iunie 2012      | PGE Arena, Gdansk, Polonia                                 | Republica Irlanda          | 4–0      | UEFA Euro 2012                                         |
| 134 | 18 iunie 2012      | PGE Arena, Gdansk, Polonia                                 | Croația                    | 0–1      | UEFA Euro 2012                                         |
| 135 | 23 iunie 2012      | Donbas Arena, Donețk, Ucraina                              | Franța                     | 0–2      | UEFA Euro 2012                                         |
| 136 | 27 iunie 2012      | Donbas Arena, Donețk, Ucraina                              | Portugalia                 | 0–0      | UEFA Euro 2012                                         |
| 137 | 1 iulie 2012       | Olimpiiskii, Kiev, Ucraina                                 | Italia                     | 4–0      | UEFA Euro 2012                                         |
| 138 | 15 august 2012     | Estadio Juan Ramon Loubriel, Bayamon, Porto Rico           | Puerto Rico                | 1–2      | Meci amical                                            |
| 139 | 7 septembrie 2012  | Estadio Municipal de Pasarón, Pontevedra, Spania           | Arabia Saudită             | 5–0      | Meci amical                                            |
| 140 | 11 septembrie 2012 | Boris Paichadze Stadium, Tbilisi, Georgia                  | Georgia                    | 0–1      | Calificările pentru Campionatul Mondial de Fotbal 2014 |
| 141 | 12 octombrie 2012  | Dinamo Stadium, Minsk, Belarus                             | Belarus                    | 0–4      | Calificările pentru Campionatul Mondial de Fotbal 2014 |
| 142 | 16 octombrie 2012  | Estadio Vicente Calderón, Madrid, Spania                   | Franța                     | 1–1      | Calificările pentru Campionatul Mondial de Fotbal 2014 |
| 143 | 14 noiembrie 2012  | Estadio Rommel Fernández, Panama, Panama                   | Panama                     | 1–5      | Meci amical                                            |
| 144 | 8 iunie 2013       | Sun Life Stadium, Miami, Statele Unite                     | Haiti                      | 2–1      | Meci amical                                            |
| 145 | 11 iunie 2013      | Giants Stadium, East Rutherford, New Jersey, Statele Unite | Republica Irlanda          | 2–0      | Meci amical                                            |
| 146 | 16 iunie 2013      | Itaipava Arena Pernambuco, Recife, Brazilia                | Uruguay                    | 2–1      | Cupa Confederațiilor FIFA 2013                         |
| 147 | 27 iunie 2013      | Estádio Castelão, Fortaleza, Brazilia                      | Italia                     | 0–0      | Cupa Confederațiilor FIFA 2013                         |
| 148 | 30 iunie 2013      | Estádio do Maracanã, Rio de Janeiro, Brazilia              | Brazilia                   | 0–3      | Cupa Confederațiilor FIFA 2013                         |
| 149 | 14 august 2013     | Estadio Monumental Isidro Romero Carbo, Guayaquil, Ecuador | Ecuador                    | 0–2      | Meci amical                                            |
| 150 | 6 septembrie 2013  | Olympiastadion, Helsinki, Finlanda                         | Finlanda                   | 0–2      | Calificările pentru Campionatul Mondial de Fotbal 2014 |
| 151 | 15 octombrie 2013  | Estadio Carlos Belmonte, Albacete, Spania                  | Georgia                    | 2–0      | Calificările pentru Campionatul Mondial de Fotbal 2014 |
| 152 | 19 noiembrie 2013  | Soccer City, Johannesburg, Africa de Sud                   | Africa de Sud              | 1–0      | Meci amical                                            |
| 153 | 6 martie 2014      | Estadio Vicente Calderón, Madrid, Spania                   | Italia                     | 1–0      | Meci amical                                            |

## Palmares

### Club
Real Madrid
- La Liga (5): 2000–01, 2002–03, 2006–07, 2007–08, 2011–12
- Copa del Rey (2): 2010–11, 2013–14
- Supercopa de España (4): 2001, 2003, 2008, 2012
- Liga Campionilor UEFA (3): 1999–2000, 2001–02, 2013–14
- Supercupa Europei (2): 2002, 2014
- Cupa Intercontinentală (1): 2002
- Campiomatul Mondial al Cluburilor (1): 2014
- Porto
- Primeira Liga (2): 2017-18, 2019-2020
- Supercupa Portugaliei (1):2018

### Națională
Spania
- Campionatul Mondial de Fotbal (1): 2010
- Campionatul European de Fotbal (2): 2008, 2012
- Cupa Confederațiilor FIFA:

Finalist (1): 2013
Locul 3 (1): 2009
Spania U20
- Campionatul Mondial de Fotbal U20 (1): 1999

Spania U16
- Campionatul European de Fotbal U16 (1): 1997

### Individual
- Trofeo Bravo: 2000
- La Liga Breakthrough Player of the Year: 2000
- Echipa anului UEFA (6): 2007, 2008, 2009, 2010, 2011, 2012
- Trofeul Zamora: 2007–08
- Echipa Turneului la Campionatul European (2): 2008, 2012
- ESM Team of the Year: 2008
- FIFA/FIFPro World XI (5): 2008, 2009, 2010, 2011, 2012
- FIFA/FIFPro World's Best Goalkeeper (5): 2008, 2009, 2010, 2011, 2012
- IFFHS World's Best Goalkeeper (5): 2008, 2009, 2010, 2011, 2012
- Cel mai bun portar din La Liga (2): 2009, 2012
- FIFA World Cup Golden Glove: 2010[9]
- All-Star Team a Campionatului Mondial de Fotbal: 2010

### Recorduri
Real Madrid
- Record la numărul de apariții pentru Real Madrid în competițiile internaționale: 148 de meciuri1
- Record la numărul de apariții pentru Real Madrid în competițiile UEFA de club: 145 de meciuri2
- Record la numărul de apariții pentru Real Madrid în competițiile europene: 143 de meciuri3
- Record la numărul de apariții pentru Real Madrid în Liga Campionilor UEFA: 141 de meciuri

1Include toate competițiile europene competitive de club, Cupa Intercontinentală și FIFA Club World Cup.
2Include toate competițiile europene competitive de club și Cupa Intercontinentală.
3Include European Cup / UEFA Champions League, UEFA Cup Winners' Cup, UEFA Cup / UEFA Europa League, UEFA Super Cup și UEFA Intertoto Cup.
Spania
- Record la numărul de apariții pentru Spania: 153 de meciuri